# Maria de Jesus
Maria de Jesus dos Santos (ur. 10 września 1893 w Olival, Ourém, zm. 2 stycznia 2009) – Portugalka, znana z długowieczności; według badaczy z ośrodka Gerontology Research Group oraz ekspertów Księgi rekordów Guinnessa od śmierci Edny Parker w dniu 26 listopada 2008 do śmierci (przez 37 dni) była najstarszą żyjącą osobą na świecie. Zmarła w wieku 115 lat i 114 dni, dotarłszy na 20. miejsce na liście najdłużej żyjących ludzi w historii, których datę urodzenia odpowiednio zweryfikowano.

## Życiorys
Urodziła się jako Maria de Jesus. Poślubiła José dos Santosa w 1919 roku; owdowiała w 1951. Miała piątkę dzieci, z których troje przeżyło matkę. Doczekała się również jedenaściorga wnucząt, szesnaściorga prawnucząt i sześciorga praprawnucząt. Pracowała w gospodarstwie rolnym. Sama do śmierci mieszkała w swoim domu na wsi z córką Madaleną, którą urodziła w 1924 roku, i jest to pewien rekord, ponieważ nikt w tym wieku nie mieszkał poza domem opieki. Cieszyła się bardzo dobrym zdrowiem, przez całe życie była tylko raz hospitalizowana. Była w stanie chodzić przy pomocy balkoniku. Uwielbiała brać kąpiele, opalać się i przeglądać albumy rodzinne ze zdjęciami. Nigdy nie paliła tytoniu, ani nie piła zbyt wiele alkoholu. W swojej diecie zawsze zdecydowanie preferowała warzywa i ryby. Była analfabetką.

## Długowieczność
Według klasyfikacji najstarszych osób na świecie Marii de Jesus przysługiwał od lipca 2005 tytuł najstarszej osoby w Portugalii. Przypadł on jej po śmierci Marii do Couto Maia-Lopes (ur. 24 października 1890, zm. 25 lipca 2005). 11 czerwca 2008 Maria de Jesus przejęła również od Marii do Couto Maia-Lopes rekord długości życia w Portugalii, wynoszący wcześniej 114 lat i 274 dni. Od chwili śmierci Francuzki Camille Loiseau (12 sierpnia 2006) Maria de Jesus uważana była za najstarszą żyjącą osobę w Europie. Od sierpnia 2007 była drugą najstarszą osobą na świecie, a od listopada 2008, po śmierci Amerykanki Edny Parker – była uważana za najstarszą. Jako 25. osoba w historii mogła obchodzić 115. urodziny. 2 stycznia 2009 tytuł najstarszej żyjącej osoby na świecie przeszedł na Amerykankę, Gertrude Baines, najstarszą Europejką została Hiszpanka Manuela Fernandez-Fojaco.
Należy pamiętać, że wykazy najstarszych osób mogą być niepełne, dotyczą jedynie udokumentowanych w odpowiedni sposób przypadków i są stale uzupełniane, czego przykładem jest przypadek ekwadorskiej nestorki Marii Capovilli, którą uznano za najstarszą osobę na świecie w grudniu 2005, chociaż tytuł ten przysługiwał jej już od maja 2004.